# El Potrerillo
Die Plaza de Mercado El Potrerillo ist ein Ensemble von Markthallen bzw. überdachten Ladenstraßen im Osten der kolumbianischen Stadt Pasto. Der Markt liegt 300 Meter westlich des Terminal de Pasto und ist der größte des Departamento de Nariño.
Ein Kennzeichen des Potrerillo ist die Aneinanderreihung von Geschäften konkurrierender Händler und die funktionale Verflechtung von Groß- und Einzelhandel. Etwa 10.000 Personen besuchen täglich El Potrerillo, um unter anderem landwirtschaftliche Produkte, Lebensmittel, Fleisch, Fisch, Kleidung und Schuhe per Barzahlung zu kaufen. Vielen Kleinstunternehmern mangelt es seit Jahren an finanziellen Ressourcen, um Vorräte und Betriebskapital aufrechtzuerhalten. Für den Süden der Stadt Pasto wirkt der Potrerillo identitätsstiftend.